# Giuseppe Gnecco
Giuseppe Gnecco (Genova, 1824 – Talant, 29 gennaio 1871) è stato un patriota e militare italiano.

## Biografia
Giuseppe Gnecco nacque a Genova, figlio di Tommaso, carabiniere. Di lui si cominciano a trovare delle notizie solo a partire dall'impresa dei Mille, quando, avuta notizia della spedizione che Giuseppe Garibaldi stava preparando, la sera del 5 maggio 1860 si recò allo scoglio di Quarto ad attendere i  piroscafi Piemonte e Lombardo. Fu inquadrato nella Prima Compagnia comandata da Nino Bixio.
All'alba dell'11 maggio i Mille approdarono a Marsala e quattro giorni dopo si batterono a Calatafimi; il 27 maggio entrarono in Palermo al Ponte dell'Ammiraglio, a Porta Termini, dove avvenne un duro scontro con le forze borboniche.
Giuseppe Cesare Abba descrisse la presa di Palermo con parole epiche: "Un nucleo di valorosi, condotti da Tukory e Missori, marciavano in avanguardia. Tra essi si contavano: Nullo, Enrico Cairoli, Vigo Pelizzari, Taddei, Poggi, Scopini, Uziel, Perla, Gnecco ed altri valorosissimi i cui nomi son dolente di non poter ricordare. Cotesta schiera, scelta tra i Mille, non contava il numero, le barricate, i cannoni che i mercenari del Borbone avevano assiepato fuori di Porta Termini. Le barricate di Porta Termini, furono superate volando e le colonne dei Mille e le squadre dei Picciotti calpestavano le calcagna della superba avanguardia gareggiando di eroismo."
E poi ancora: "... ai Benedettini, Giuseppe Gnecco, carabiniere genovese, si era lanciato alla gola di un ufficiale borbonico e lo aveva tratto via seco prigioniero... "
Seguirono tutte le altre battaglie della Campagna di Sicilia. Il 7 settembre entrò al fianco di Bixio a Napoli. Partecipò alle battaglie del Volturno, del Macerone, del Garigliano e all'espugnazione di Capua e di Gaeta.
Appena dichiarata la guerra all'Austria nel 1866, ritornò al fianco di Garibaldi. Nel 1870, sempre con Garibaldi, fu alla Campagna dei Vosgi nella formazione della Legione dei Volontari Italiani, facente parte della terza brigata comandata dal colonnello Menotti Garibaldi.
Morì il 29 gennaio 1871 a Talant, a pochi chilometri da Digione, durante l'ultimo giorno della battaglia.
Nell'elenco ufficiale dei partecipanti all'impresa, pubblicato sulla Gazzetta Ufficiale del Regno d'Italia del 12 novembre 1878, lo si trova al numero 524.
Indro Montanelli nel suo "Garibaldi. Ritratto dell'eroe dei due mondi" scrisse La mattina del 21 gennaio il generale Manteuffel attaccò la città da due lati, e Garibaldi, per la prima volta dacché era in Francia, salì a cavallo per dirigere personalmente la battaglia, che durò tre giorni e fu dura e sanguinosa. Vi caddero i migliori fra i garibaldini: Imbriani, Perla, Cavallotti, Pastoris, Bassi, Gnecco, Settignani, Leonardi, Valdata, Cerruti, Ricci, Canova, l'ex generale polacco Bossak.